# Nouvel Opéra de Moscou
Le Nouvel Opéra de Moscou (Московский театр Новая Опера
им. Е.В. Колобова) est une scène de théâtre consacrée à l'opéra située dans le centre historique de Moscou au jardin de l'Ermitage. Son adresse est au 3/2 rue Karetny Riad. Le Nouvel Opéra a été ouvert en 1991 à l'initiative du maire de l'époque Youri Loujkov et de son premier directeur artistique Evgueni Kolobov (1946-2003), dont le nom est ajouté à celui du Nouvel Opéra en 2006.
Son directeur est M. Dmitri Sibirtsev.

## Historique
C'est en 1991 qu'Evgueni Kolobov, chef d'orchestre principal au théâtre académique musical de Moscou, donne sa démission à cause de désaccords internes concernant la programmation artistique, suivi d'une partie de la troupe et de tout l'orchestre. Il trouve un appui auprès du maire de Moscou qui donne son accord pour la fondation du « Nouvel Opéra », dont il devient le chef d'orchestre et le directeur artistique. Son épouse, Natalia Popovitch, est nommée chef des chœurs.
Au début, la troupe n'a pas de lieu fixe et se produit dans différentes salles de Moscou. Ce n'est qu'en 1997 qu'elle dispose de l'édifice actuel qui se trouve dans le jardin de l'Ermitage à côté du théâtre Sfera (La Sphère). La programmation surprend le public moscovite, car elle donne des œuvres moins connues des mélomanes habituels de la capitale (souvent en langue russe): Marie Stuart de Donizetti, Les deux foscari de Verdi, La Wally de Catalani, Thaïs de Massenet ou ses propres rédactions d'Eugène Onéguine ou de La Traviata.
Dmitri Khvorostovski remporte un grand succès dans Rigoletto en l'an 2000.
Après la mort du fondateur en 2003, le théâtre traverse une crise. La représentation de l'opéra de Bizet Les Pêcheurs de perles soulève certaines critiques et La Fiancée du tsar de Rimski-Korsakov est mal perçue.
En 2005, le Nouvel Opéra invite Jossi Wieler et Sergio Morabito à monter Norma, sous la direction artistique de Felix Korobov, ce qui suscite cette fois-ci l'enthousiasme du public. La cantatrice Tatiana Petchnikova reçoit à cette occasion le prix du « Masque d'or ». En mars 2006, Eri Klas devient chef d'orchestre principal du Nouvel Opéra et apporte au répertoire des œuvres plus « légères », comme La Flûte enchantée, L'Elixir d'amour, Le Barbier de Séville, Gianni Schicchi ou La Chauve-souris.
Le chef d'orchestre britannique Jan Latham-Koenig est invité à diriger en 2008 Lohengrin et d'autres œuvres par la suite.
La programmation s'ouvre aussi à de grandes œuvres en version concert, comme Le Trouvère, La Pucelle d'Orléans ou Le Prince Igor.
Le Nouvel Opéra fait de nombreuses tournées à l'étranger et s'est produit en France au théâtre des Champs-Élysées.

## Architecture
Le Nouvel Opéra se trouve dans un théâtre d'architecture Modern Style reconstruit en 1997 par Vladimir Kotelnikov à l'emplacement de l'ancien théâtre du Miroir qui datait de 1910, utilisant certains de ses éléments. Sa capacité est de 700 personnes.